# 8024 Robertwhite
8024 Robertwhite è un asteroide della fascia principale. Scoperto nel 1991, presenta un'orbita caratterizzata da un semiasse maggiore pari a 1,9670064 UA e da un'eccentricità di 0,0584998, inclinata di 20,34569° rispetto all'eclittica.